# Canoë-kayak aux Jeux olympiques d'été de 2024 - K1 1000 mètres hommes
Navigation
Tokyo 2020 Los Angeles 2028
L'épreuve masculine du K1 1 000 mètres des Jeux olympiques d'été de 2024  se déroule les 7 et 10 août 2024 au stade nautique de Vaires-sur-Marne, à environ 30 km à l'Est de Paris.

## Médaillés
| Or                 | Argent           | Bronze              |
| Josef Dostál (CZE) | Ádám Varga (HUN) | Bálint Kopasz (HUN) |

## Programme
| Date            | Horaire  | Manche           |
| --------------- | -------- | ---------------- |
| Mercredi 7 août | 09 h 30  | Éliminatoires    |
| Mercredi 7 août | à suivre | Quarts de finale |
| Samedi 10 août  | 10 h 30  | Demi-finales     |
| Samedi 10 août  | à suivre | Finales          |

## Résultats détaillés

### Séries
Les 2 premiers sont qualifiés pour les demi-finales (DF), les autres vont en quarts de finale (Q).
| Rang | Athlète            | Pays                          | Temps         | Notes |
| ---- | ------------------ | ----------------------------- | ------------- | ----- |
| 1    | Fernando Pimenta   | Portugal                      | 3 min 29 s 76 | DF    |
| 2    | Uladzislau Kravets | Athlètes individuels neutres  | 3 min 32 s 07 | DF    |
| 3    | Jonas Ecker        | États-Unis                    | 3 min 37 s 21 | QF    |
| 4    | Saeid Fazloula     | Équipe olympique des réfugiés | 3 min 42 s 80 | QF    |
| 5    | Achraf El Aidi     | Maroc                         | 3 min 50 s 80 | QF    |
| 6    | Tuva'a Clifton     | Samoa                         | 3 min 54 s 49 | QF    |

| Rang | Athlète             | Pays       | Temps         | Notes |
| ---- | ------------------- | ---------- | ------------- | ----- |
| 1    | Anton Winkelmann    | Allemagne  | 3 min 27 s 80 | DF    |
| 2    | Martin Nathell      | Suède      | 3 min 28 s 36 | DF    |
| 3    | Francisco Cubelos   | Espagne    | 3 min 28 s 40 | QF    |
| 4    | Zhang Dong          | Chine      | 3 min 35 s 83 | QF    |
| 5    | René Holten Poulsen | Danemark   | 3 min 40 s 14 | QF    |
| 6    | Aaron Small         | États-Unis | 3 min 40 s 87 | QF    |

| Rang | Athlète            | Pays           | Temps         | Notes |
| ---- | ------------------ | -------------- | ------------- | ----- |
| 1    | Bálint Kopasz      | Hongrie        | 3 min 26 s 44 | DF    |
| 2    | Agustín Vernice    | Argentine      | 3 min 27 s 18 | DF    |
| 3    | Hamish Lovemore    | Afrique du Sud | 3 min 28 s 19 | QF    |
| 4    | Andrejus Olijnikas | Lituanie       | 3 min 38 s 02 | QF    |
| 5    | Matías Otero       | Uruguay        | 3 min 43 s 65 | QF    |
| 6    | Bekarys Ramatulla  | Kazakhstan     | 3 min 44 s 47 | QF    |

| Rang | Athlète         | Pays      | Temps         | Notes |
| ---- | --------------- | --------- | ------------- | ----- |
| 1    | Ádám Varga      | Hongrie   | 3 min 28 s 56 | DF    |
| 2    | Jakob Thordsen  | Allemagne | 3 min 29 s 88 | DF    |
| 3    | Maxime Beaumont | France    | 3 min 30 s 64 | QF    |
| 4    | Artuur Peters   | Belgique  | 3 min 31 s 55 | QF    |
| 5    | Adrián del Río  | Espagne   | 3 min 33 s 81 | QF    |
| 6    | Ali Aghamirzaei | Iran      | 3 min 36 s 58 | QF    |

| Rang | Athlète              | Pays           | Temps         | Notes |
| ---- | -------------------- | -------------- | ------------- | ----- |
| 1    | Thomas Green         | Australie      | 3 min 35 s 99 | DF    |
| 2    | Josef Dostál         | Tchéquie       | 3 min 37 s 83 | DF    |
| 3    | Shakhriyor Makhkamov | Ouzbékistan    | 3 min 40 s 25 | QF    |
| 4    | Vagner Souta         | Brésil         | 3 min 46 s 17 | QF    |
| 5    | Andrew Birkett       | Afrique du Sud | 3 min 53 s 31 | QF    |

### Quarts de finale
Les 3 premiers se qualifient pour les demi-finales (DF), les autres sont éliminés.
| Rang | Athlète         | Pays       | Temps         | Notes |
| ---- | --------------- | ---------- | ------------- | ----- |
| 1    | Maxime Beaumont | France     | 3 min 29 s 66 | DF    |
| 2    | Matías Otero    | Uruguay    | 3 min 30 s 81 | DF    |
| 3    | Ali Aghamirzaei | Iran       | 3 min 33 s 78 | DF    |
| 4    | Zhang Dong      | Chine      | 3 min 37 s 75 |       |
| 5    | Jonas Ecker     | États-Unis | 3 min 41 s 77 |       |
| 6    | Vagner Souta    | Brésil     | 3 min 50 s 72 |       |
| 7    | Tuva'a Clifton  | Samoa      | 3 min 55 s 20 |       |

| Rang | Athlète             | Pays                          | Temps         | Notes |
| ---- | ------------------- | ----------------------------- | ------------- | ----- |
| 1    | René Holten Poulsen | Danemark                      | 3 min 35 s 48 | DF    |
| 2    | Hamish Lovemore     | Afrique du Sud                | 3 min 36 s 64 | DF    |
| 3    | Andrew Birkett      | Afrique du Sud                | 3 min 38 s 11 | DF    |
| 4    | Saeid Fazloula      | Équipe olympique des réfugiés | 3 min 40 s 94 |       |
| 5    | Bekarys Ramatulla   | Kazakhstan                    | 3 min 45 s 77 |       |
| 6    | Artuur Peters       | Belgique                      | 3 min 51 s 20 | DF    |

| Rang | Athlète              | Pays        | Temps         | Notes |
| ---- | -------------------- | ----------- | ------------- | ----- |
| 1    | Adrián del Río       | Espagne     | 3 min 30 s 39 | DF    |
| 2    | Francisco Cubelos    | Espagne     | 3 min 33 s 74 | DF    |
| 3    | Shakhriyor Makhkamov | Ouzbékistan | 3 min 35 s 43 | DF    |
| 4    | Andrejus Olijnikas   | Lituanie    | 3 min 36 s 72 |       |
| 5    | Aaron Small          | États-Unis  | 3 min 42 s 05 |       |
| 6    | Achraf El Aidi       | Maroc       | 4 min 2 s 27  |       |

### Demi-finales
Les 4 premiers se qualifient pour la finale A (FA), les autres vont en finale B (FB).
| Rang | Athlète             | Pays      | Temps         | Notes |
| ---- | ------------------- | --------- | ------------- | ----- |
| 1    | Bálint Kopasz       | Hongrie   | 3 min 28 s 76 | FA    |
| 2    | Fernando Pimenta    | Portugal  | 3 min 29 s 14 | FA    |
| 3    | Jakob Thordsen      | Allemagne | 3 min 29 s 34 | FA    |
| 4    | Martin Nathell      | Suède     | 3 min 30 s 14 | FA    |
| 5    | Francisco Cubelos   | Espagne   | 3 min 30 s 52 | FB    |
| 6    | Artuur Peters       | Belgique  |               | FB    |
| 7    | Thomas Green        | Australie | 3 min 33 s 52 | FB    |
| 8    | René Holten Poulsen | Danemark  | 3 min 35 s 50 | FB    |
| 9    | Matías Otero        | Uruguay   | 3 min 48 s 91 | FB    |

| Rang | Athlète            | Pays                         | Temps         | Notes |
| ---- | ------------------ | ---------------------------- | ------------- | ----- |
| 1    | Ádám Varga         | Hongrie                      | 3 min 27 s 92 | FA    |
| 2    | Agustín Vernice    | Argentine                    | 3 min 28 s 18 | FA    |
| 3    | Josef Dostál       | Tchéquie                     | 3 min 29 s 05 | FA    |
| 4    | Uladzislau Kravets | Athlètes individuels neutres | 3 min 29 s 64 | FA    |
| 5    | Maxime Beaumont    | France                       | 3 min 30 s 99 | FB    |
| 6    | Adrián del Río     | Espagne                      | 3 min 31 s 07 | FB    |
| 7    | Anton Winkelmann   | Allemagne                    | 3 min 31 s 51 | FB    |
| 8    | Hamish Lovemore    | Afrique du Sud               | 3 min 33 s 89 | FB    |

### Finales
| Rang                                | Athlète            | Pays                         | Temps         |
| ----------------------------------- | ------------------ | ---------------------------- | ------------- |
| Médaille d'or, Jeux olympiques      | Josef Dostál       | Tchéquie                     | 3 min 24 s 07 |
| Médaille d'argent, Jeux olympiques  | Ádám Varga         | Hongrie                      | 3 min 24 s 76 |
| Médaille de bronze, Jeux olympiques | Bálint Kopasz      | Hongrie                      | 3 min 25 s 68 |
| 4                                   | Uladzislau Kravets | Athlètes individuels neutres | 3 min 28 s 10 |
| 4                                   | Agustín Vernice    | Argentine                    | 3 min 28 s 10 |
| 6                                   | Fernando Pimenta   | Portugal                     | 3 min 29 s 59 |
| 7                                   | Martin Nathell     | Suède                        | 3 min 31 s 06 |
| 8                                   | Jakob Thordsen     | Allemagne                    | 3 min 36 s 82 |

| Rang | Athlète             | Pays           | Temps         |
| ---- | ------------------- | -------------- | ------------- |
| 9    | Hamish Lovemore     | Afrique du Sud | 3 min 27 s 94 |
| 10   | Anton Winkelmann    | Allemagne      | 3 min 28 s 04 |
| 11   | Francisco Cubelos   | Espagne        | 3 min 28 s 10 |
| 12   | Adrián del Río      | Espagne        | 3 min 29 s 42 |
| 13   | Artuur Peters       | Belgique       | 3 min 30 s 29 |
| 14   | Matías Otero        | Uruguay        | 3 min 30 s 48 |
| 15   | Maxime Beaumont     | France         | 3 min 31 s 42 |
| 16   | René Holten Poulsen | Danemark       | 3 min 31 s 62 |
| 17   | Thomas Green        | Australie      | 3 min 32 s 72 |